# Euophrys sima
Euophrys sima là một loài nhện trong họ Salticidae.
Loài này thuộc chi Euophrys. Euophrys sima được Ralph Vary Chamberlin miêu tả năm 1916.